# Arne Pander
Arne Pander, właśc. Arne Kristensen (ur. 12 lipca 1931 w Herning, zm. 22 maja 2015) – duński żużlowiec, występujący również na długim torze.

## Życiorys
Sześciokrotny medalista indywidualnych mistrzostw Danii: dwukrotnie złoty (Hillerød 1956, Amager 1958), srebrny (Aarhus 1955) oraz trzykrotnie brązowy (Hillerød 1957, Hillerød 1959, Hillerød 1961).
Reprezentant Danii w eliminacjach drużynowych mistrzostw świata (1960, 1961) oraz wielokrotnie w eliminacjach indywidualnych mistrzostw świata (najlepszy wynik: Gislaved 1961 – II miejsce w finale skandynawskim). Finalista indywidualnych mistrzostw Europy na długim torze (Sztokholm 1957 – VII  miejsce).
W lidze brytyjskiej reprezentował kluby z Oksfordu (1959–1961, 1963–1968), Poole (1968) oraz Halifaxu (1969).